# Europameisterschaften 1913
Als Europameisterschaft 1913 oder EM 1913 bezeichnet man folgende Europameisterschaften, die im Jahr 1913 stattfanden:
- Eishockey-Europameisterschaft 1913
- Eiskunstlauf-Europameisterschaft 1913
- Inoffizielle Ringer-Europameisterschaften 1913
- Ruder-Europameisterschaften 1913